# R-фактор
R-фактор (называемый иногда остаточным (англ. residual) или фактором достоверности (англ. reliability)) — в кристаллографии мера согласованности между кристаллографической моделью и экспериментальным массивом рентгеновских данных. Иными словами, является оценкой того насколько расшифрованная структура способна предсказать наблюдаемые результаты. Вычисляется по формуле:
{\displaystyle R={\frac {\sum {||F_{obs}|-|F_{calc}||}}{\sum {|F_{obs}|}}}}
где F — структурный фактор, а суммирование ведется по всем наблюдаемым отражениям рентгеновского излучения и по их вычисленным противоположностям (с индексами Миллера -h, -k, -l). Структурный фактор F связан с интенсивностью отражения приблизительно как:
{\displaystyle I_{hkl}\propto |F(hkl)|^{2}}
Для больших молекул, R-фактор обычно находится в пределах от 0,6 (когда сравнивается случайный набор отражений с данной моделью) и 0,2 (для хорошо уточненных макромолекул, снятых с высоким разрешением). Маленькие молекулы (до 300 атомов) обычно образуют более упорядоченные кристаллы, чем большие, что позволяет добиться меньших значений R-фактора. В Кембриджской базе кристаллографических данных (англ. Cambridge Structural Database) более 95 % из 400 000+ кристаллов имеют R-фактор менее 0,15 и 9,5 % менее 0,03.